# Anders Ands Ønskejul med Mickey Mouse og Venner
Anders Ands Ønskejul med Mickey Mouse & Venner (Celebrate Christmas with Mickey, Donald & Friends) er en 2000 direkte-til-video tegnefilm, kortfilm i spillefilm.

## Danske Stemmer
- Mickey Mouse: Anders Bircow
- Minnie Mouse: Louise Engell
- Fedtmule: Johan Vinde
- Anders And: Dick Kaysø
- Chip: Pauline Rehné
- Chap: Remi Lewerissa
- Rip, Rap & Rup: Anne Lorentzen

### I Øvrigt Medvirkende
- Julian T. Kellermann
- Lars Thiesgaard
- Thomas Mørk
- Helle Henning
- Trine Dansgaard
- Uri Pais
- Per Spangsberg
- Torben Eskildsen

### Sange
- "Rigtige Glædelig Jul" Sunget af: Helle Henning, Trine Dansgaard, Uri Pais, Per Spangsberg, Torben Eskildsen
- "Julemandens Værksted" Sunget af: Ulrik Cold, Lars Thiesgaard, Michael Elo, Lise Dandanell
- "The Night Before Christmas" Sunget af: Original Cast
- "Kagekarneval" Sunget af: Helle Henning, Trine Dansgaard, Uri Pais, Per Spangsberg, Torben Eskildsen
- "Pynt nu Op" Sunget af: Dennis Hansen, Michelle Bjørn-Andersen, Pauline Rehné, Remi Lewerissa, Martin Brygmann
- "Bjældeklang" Sunget af: Dick Kaysø

## Kortfilm
- Julemandens Værksted (1932)
- Natten før Jul (1933)
- På Glatis (1935)
- Kagekarneval (1935)
- Plutos Juletræ (1952)
- Anders Ands Sneboldkamp (1942)
- Tyren Ferdinand (1938)